# Goodrich (Michigan)
Pour les articles homonymes, voir Goodrich (homonymie).
Goodrich est un village du comté de Genesee, dans l'État du Michigan, aux États-Unis. En 2020, il comptait une population de 2 022 habitants.